# Гаплогруппа J1b (мтДНК)
Гаплогруппа J1b — гаплогруппа митохондриальной ДНК человека.

## Субклады
- J1b
  - J1b1
  - J1b2
  - J1b3
  - J1b4
  - J1b5
  - J1b6
  - J1b7
  - J1b8
  - J1b9
  - J1b10
  - J1b11
  - J1b12
  -  J1b13

## Распространение
Иран (352) – 6,53 %
- персы (181) – 4,97 %
- кашкайцы (112) – 7,14 %

## Палеогенетика

### Неолит
Sopot culture (Балканский неолит)
- BICS3 — Bicske-Galagonyás — Bicske, Фейер (медье), Венгрия — 5000 BC — М — I2 # J1b.[2]

### Бронзовый век
БМАК (post-BMAC) — Сурхандарьинская область, Узбекистан
- I7419 | UZ-ST-001, Sappali Tepe (ST), Grave 00-56 — Саппалитепа — 1881-1701 calBCE (3475±20 BP, PSUAMS-3229) — М — R2a > R2a2a # J1b.
- I4163 | UZ-JAR-011, Jarkutan 4a 1975, Grave 211 — Джаркутан — 1611-1453 calBCE (3250±25 BP, PSUAMS-2112) — Ж — J1b.

### Средние века
Авары
- SZ1 | SZO001.A0101 — Szólád — Шомодь (медье), Южная Трансданубия, Венгрия — 600-800 CE — М — R1a1a1b2a2a (Z2123) # J1b.[4]

Викинги
- Иннландет, Эстланн, Норвегия — 800–1050 AD.[5]
  - A4304* | C 26737 — Хедмарк — J1b.
  - A5305* | C35586 — Оппланн — М — J1b/J1b1.

Королевство Польское
- C12 — Цедыня ― Западно-Поморское воеводство, Польша — 1000–1400 AD — J1b.
- OL4 — Ostrów Lednicki ― Великопольское воеводство, Польша — 1100–1400 AD — J1b.

### Новое время
Индия
- I3405 | R42 — Роопкунд — Чамоли, Гархвал, Уттаракханд, Индия — 1656-1950 calCE (200±15 BP, PSUAMS-4504) — Ж — J1b.[7]

## Публикации
2013
- Derenko M, Malyarchuk B, Bahmanimehr A, Denisova G, Perkova M, Farjadian S, Yepiskoposyan L (Ноябрь 2013). Complete Mitochondrial DNA Diversity in Iranians. PLOS One. 8 (11): e80673. doi:10.1371/journal.pone.0080673. PMC 3828245. PMID 24244704.{{cite journal}}:  Википедия:Обслуживание CS1 (множественные имена: authors list) (ссылка) Википедия:Обслуживание CS1 (не помеченный открытым DOI) (ссылка)

2014
- Juras A; Dabert M; Kushniarevich A; Malmström H; Raghavan M; Kosicki JZ; Metspalu E; Willerslev E; Piontek J. (Октябрь 2014). Ancient DNA Reveals Matrilineal Continuity in Present-Day Poland over the Last Two Millennia. PLOS One. 9 (10): e110839. doi:10.1371/journal.pone.0110839. PMC 4206425. PMID 25337992.{{cite journal}}:  Википедия:Обслуживание CS1 (не помеченный открытым DOI) (ссылка)

2015
- Krzewińska M; Bjørnstad G; Skoglund P; Olason PI; Bill J; Götherström A; Hagelberg E. (Январь 2015). Mitochondrial DNA variation in the Viking age population of Norway. Philosophical Transactions of the Royal Society B. 370 (1660): 20130384. doi:10.1098/rstb.2013.0384. PMC 4275891. PMID 25487335.
- Szecsenyi-Nagy, Anna. Molecular genetic investigation of the Neolithic population history in the western Carpathian Basin. Майнцский университет (18 июня 2015).

2018
- Amorim CEG; Vai S; Posth C; et al. (Сентябрь 2018). Understanding 6th-century barbarian social organization and migration through paleogenomics. Nature Communications. 9. doi:10.1038/s41467-018-06024-4. PMC 6134036. PMID 30206220.

2019
- Harney É; Nayak A; Patterson N; et al. (Август 2019). Ancient DNA from the skeletons of Roopkund Lake reveals Mediterranean migrants in India. Nature Communications. 10 (1). doi:10.1038/s41467-019-11357-9. PMC 6702210. PMID 31431628.
- Narasimhan V.; Patterson N.; Moorjani P; et al. (Сентябрь 2019). The formation of human populations in South and Central Asia. Science. 365 (6457). doi:10.1126/science.aat7487. PMC 6822619. PMID 31488661.